# Dmitri Leontjewitsch Kapka
Dmitri Leontjewitsch Kapka (ukrainisch Дмитро Леонтійович Капка, eigentlich Kapkunow, ukrainisch Капкунов; * 26. Oktoberjul. / 7. November 1898greg. in Kiew, Russisches Kaiserreich; † 25. Oktober 1977 ebenda, Ukrainische SSR, Sowjetunion) war ein sowjetischer Theater- und Film-Schauspieler ukrainischer Herkunft.

## Leben
Kapka spielte bereits 1917 unter der Leitung von Panas Saksahanskyj am Kiewer Theater. Von 1918 bis 1921 nahm er am Russischen Bürgerkrieg teil und war danach bis 1924 Gesandter der Ukrainischen SSR in Polen. In Warschau schloss Kapka 1923 außerdem seine Schauspielausbildung ab, trat danach von 1924 bis 1925 für das Schauspielensemble der ukrainischen Staatskapelle DUMKA auf und gehörte von 1935 bis 1973 dem Ukrainischen Dramatheater „Iwan Franko“ in Kiew an.
Sein Filmdebüt gab Kapka 1924 in Остап Бандура (Ostap Bandura), im darauffolgenden Jahr wurde er vom Ukrainischen Kinostudio unter Vertrag genommen. Bis zum Ende seines Lebens trat Kapka in über 100 Filmen auf, seine einzige Hauptrolle gab er 1969 in dem von Belarusfilm produzierten Werk Сыновья уходят в бой (Synowja uchodjat w boi). Neben der Romanverfilmung Der stille Don (1957) und Alexander Rous Märchenfilm Die Nacht vor Weihnachten (1962) spielte er u. a. kleine Nebenrollen in der sowjetisch-tschechoslowakischen Koproduktion Большая дорога (Bolschaja doroga) bzw. Velká cesta (1962), die auf Jaroslav Hašeks Dienst im Ersten Weltkrieg basiert, und als feindlicher General in dem Kriegsfilm Сказка о Мальчише-Кибальчише (Skaska o Maltschische-Kibaltschische, 1964).
Kapka wurde 1957 zum Verdienten Künstler der Ukrainischen SSR ernannt. Er verstarb kurz vor seinem 79. Geburtstag in Kiew. Seine Ehefrau Klawdija Petrowna, die aus erster Ehe eine Tochter mit in die Beziehung brachte, überlebte ihn um fast 30 Jahre.

## Filmografie (Auswahl)
- 1944: Raduga
- 1945: Die Unbeugsamen (Nepokorjonnye)
- 1946: Auf weiter Fahrt (W dalnjem plawanii)
- 1957: Der stille Don – Teil 1 (Tichi Don)
- 1957: Der stille Don – Teil 2
- 1958: Das Mädchen aus Kiew (Kijanka)
- 1959: Ataman Kodr
- 1959: Piraten vor Taiwan (Tscheswytschainoje proisschestbije)
- 1962: Die Nacht vor Weihnachten (Wetschera na chutore blus Dukanki)
- 1966: Das Versteck auf dem Meeresgrund (Aqualangi na dne)
- 1967: Bald kommt der Frühling (Skoro pridjot wesna)